# قرار مجلس الأمن التابع للأمم المتحدة رقم 1106
قرار مجلس الأمن التابع للأمم المتحدة 1106 ، الذي اتخذ بالإجماع في 16 أبريل 1997 ، بعد إعادة تأكيد القرار 696 (1991) وجميع القرارات اللاحقة بشأن أنغولا ، رحب المجلس بإنشاء حكومة الوحدة والمصالحة الوطنية ، ومدد ولاية بعثة الأمم المتحدة الثالثة للتحقق في أنغولا حتى 30 يونيو 1997.

## وصلات خارجية
- Text of the Resolution at undocs.org